# 'Ndrina Soriano
I Soriano sono una 'ndrina di Filandari, in provincia di Vibo Valentia. Si dedicano soprattutto al traffico di droga e alle estorsioni nei comuni di Filandari e di Jonadi. Hanno forti legami con la 'ndrina dei Mancuso. Dall'operazione di quest'ultimo anno il tramite sarebbe stato Emanuele Mancuso.

## Storia

### Anni 2000 - Operazione Genesi e Rotarico e le elezioni 2009 di Filandari
Sono stati colpiti fortemente dal processo Genesi (agosto 2000) e dall'operazione "Rotarico" (2007).
Il 27 gennaio 2007, durante l'operazione Rotarico (dall'antica tassa imposta nella città di Rota ai tempi dell'impero romano), vengono arrestate 11 persone tra cui presunti esponenti del clan Soriano. Come rivela Calabria Indipendente le 11 persone arrestate sono: Gaetano Soriano (44 anni), Leone Soriano (42 anni), Francesco Soriano (37 anni), Domenico Colacchio (34 anni), Carmelo Soriano (46 anni), Domenico Soriano (49 anni), Salvatore Artusa (21 anni), Francesco Artusa (54 anni), Domenico Artusa (32 anni), Victorio Artusa (24 anni), Francesco Corso (21 anni), Francesco Guerrera (21 anni), Pasquale Artusa (45 anni), Giuseppe Mesiano (46 anni), Nazzareno Castagna (42 anni). I Soriano imponevano una tassa di 20€ a ogni camion che passava sull'A3 nei pressi di Filandari.
Durante la campagna politica per l'elezione del nuovo sindaco di Filandari nel 2009, Leone Soriano comunica al sindaco uscente e ricandidato Talotta tramite comunicati stampa il suo dissenso e rammarico per le cattive considerazioni sulla sua famiglia che niente avrebbero a che vedere con una serie di attentati avvenuta ultimamente in campagna elettorale. Il presunto capobastone attribuisce queste riflessioni del sindaco per la decisione della famiglia Soriano a non appoggiare più la candidatura del sindaco come avvenne nel 2004. Talotta smentisce tutto ciò. Il 9 dicembre 2011 Leone Soriano unitamente al fratello Francesco Soriano viene condannato definitivamente dalla Corte di cassazione a sei anni di reclusione per detenzione illegale a fini di spaccio di sostanze stupefacenti, condanna emessa in base alle risultanze dell'operazione di polizia "Rotarico" del 2007.
Il 2 luglio 2009 a Filandari viene arrestato per estorsione ai danni dell'impresa Grasso Leone Soriano, presunto capobastone.

### Anni 2010 - Operazione Ragno e Nemea
- Il 25 novembre 2011 i carabinieri di Vibo Valentia, durante l'operazione Ragno arrestano 10 presunti affiliati dei Soriano accusati di associazione mafiosa, estorsione e porto abusivo di armi e di esplosivi[9].
- Il 6 marzo 2018 i Carabinieri di Vibo Valentia con l'operazione Nemea arrestano a Filandari presunti elementi dei Soriano, tra cui di nuovo scatta il mandato di fermo per il presunto attuale capo 'ndrina Leone Soriano, tra le accuse detenzione di armi, droga e minacce[10][11]. Sembrerebbe dall'inchiesta che i Soriano avrebbero pianificato un omicidio nei confronti del presunto boss di Zungri Giuseppe Accorinti da quando quest'ultimo scelse di risiedere a Filandari e sentita questa azione come una minaccia per la 'ndrina[12]. Tra gli arrestati anche Emanuele Mancuso, figlio di Pantaleone Mancuso, dell'omonima 'ndrina, che da luglio 2018 decide di collaborare[13][14][15]. Al processo, il 15 novembre 2018 la Corte Suprema di Cassazione annulla con rinvio al Tribunale della Libertà di Catanzaro le accuse di tutti gli imputati[1].

### Anni 2020
- 17 maggio 2021: operazione Anteo contro i Giorgi, i Mancuso, i Soriano, gli Iozzo-Chiefari e i Sia-Procopio[16][17][18][19].

## Esponenti di rilievo
- Leone Soriano, presunto attuale capobastone arrestato il 2 luglio 2009 e detenuto al carcere di Secondigliano. Viene rilasciato a settembre 2017, ma già a marzo 2018 scatta un nuovo arresto in quanto mandante di una serie di estorsioni avvenute a Filandari, e dall'ultima indagine Nemea trapela l'intenzione di uccidere il presunto boss Giuseppe Accorinti dell'omonima cosca di Zungri[20].
- Roberto Soriano ( - 6 agosto 1996), capo-società nella frazione Pizzinni di Filandari per volere di Giuseppe Mancuso, detto Mbrogghja. Viene ucciso da Saverio Razionale come vendetta trasversale nei confronti del Mancuso.